# Nadab i Abihú
Segons l'Èxode, Nadab (en hebreu נדב בן-אַהֲרֹן Nadav ben Ahărōn) i Abihú (en hebreu אביהוא בן-אַהֲרֹן Avihu ben Ahărōn) eren fills d'Aaron i la seva muller Elixeba, filla d'Amminadab.
Nats a Egipte, visqueren en primera persona els fets de les deu plagues, la sortida d'Egipte i el Pas del Mar Roig. Com la resta del poble, van celebrar i van adorar el Vedell d'Or al peu del Mont Sinaí. Quan va baixar Moisès, es van penedir (com tota la tribu de Leví) i es van posar al seu costat. Aquella nit, els levites van matar tres mil homes israelians.
Junt amb el seu pare Aaron i els seus germans, van ser ungits sacerdots i es van fer càrrec de l'Arca de l'Aliança durant l'èxode pel desert.
Segons el llibre del Levític, 10:2, un dia, Abihú i Nadab, van prendre cadascun el seu encenser i hi van posar foc, sobre ell hi van posar encens, i van oferir davant el Senyor un foc profà que no els havia estat manat. A l'instant, va sortir una columna de foc de l'Arca de l'Aliança que els fulminà i els matà.